# Nancy (film)
Nancy je americké filmové drama. Jeho režisérkou a scenáristkou je Christina Choe. Hlavní roli sériové podvodnice v něm ztvárnila Andrea Riseborough. V dalších rolích se představili Steve Buscemi, Ann Dowd a John Leguizamo. Riseborough je rovněž jednou z producentek filmu – dalšími jsou Michelle Cameron a Amy Lo. Vedoucími producenty jsou Michael G. Wilson a Barbara Broccoliová, známí jako producenti série filmů o Jamesi Bondovi. Autorem hudby k filmu je Peter Raeburn. Snímek byl zčásti financován přes crowdfundingovou kampaň na serveru Kickstarter.
Premiéra filmu proběhla 20. ledna 2018 na Filmovém festivalu Sundance.